# Iúlia Lérmontova
Iúlia Vsévolodovna Lérmontova (21 de desembre de 1846 (2 de gener de 1847), Sant Petersburg, Imperi Rus - 16 de desembre de 1919, Moscou, República Russa) fou una química orgànica russa. És la primera dona russa en aconseguir un doctorat en química a una universitat alemanya i la segona de l'Imperi Rus. Demostrà la superioritat del petroli com a combustible industrial enfront del carbó, descobrí la síntesi de Bútlerov-Eltekov-Lèrmontova d'hidrocarburs i estudià diversos composts orgànics.

## Vida

### Primers anys a Rússia
Lérmontova pertanyia a l'aristocràcia russa, era filla d'Elisavjeta Adrejevna Kossikovsky i del general Vsevolod Lérmontov (1812-1877), cosí segon del poeta Mikhaïl Lérmontov (1814-1841). De nina visqué a Moscou quan el seu pare fou director del Primer Cos de Cadets a Moscou, una escola per a futurs oficials i especialistes de l'exèrcit rus. La seva família formava part de la intel·liguèntsia russa, per la qual cosa rebé una sòlida formació bàsica amb professors particulars. Però malgrat ser coneguda de l'influent químic Dmitri Mendeléiev (1834-1907), no va reeixir ingressar a la recentment fundada Acadèmia Agrícola Petrovsky de Moscou.

### Formació a l'estranger
La tardor del 1869, juntament amb la seva amiga Sófia Kovalévskaia, futura destacada matemàtica, i que s'havia casat per poder fugir del control patern i ingressar a la universitat, van arribar a la Universitat de Heidelberg a l'aleshores Gran Ducat de Baden. Després d’un esforç persistent d'ambdues fou autoritzada a assistir a les classes de Robert Bunsen (1811-1899), Gustav Kirchoff (1824-1897) i Hermann Kopp (1817-1892). També aconseguí una plaça al laboratori de Bunsen gràcies a Mendeléiev, amb qui mantenia una correspondència regular durant els seus anys a Alemanya. Aprengué els mètodes d’anàlisi de minerals de Bunsen i treballà en la separació de metalls del grup del platí.

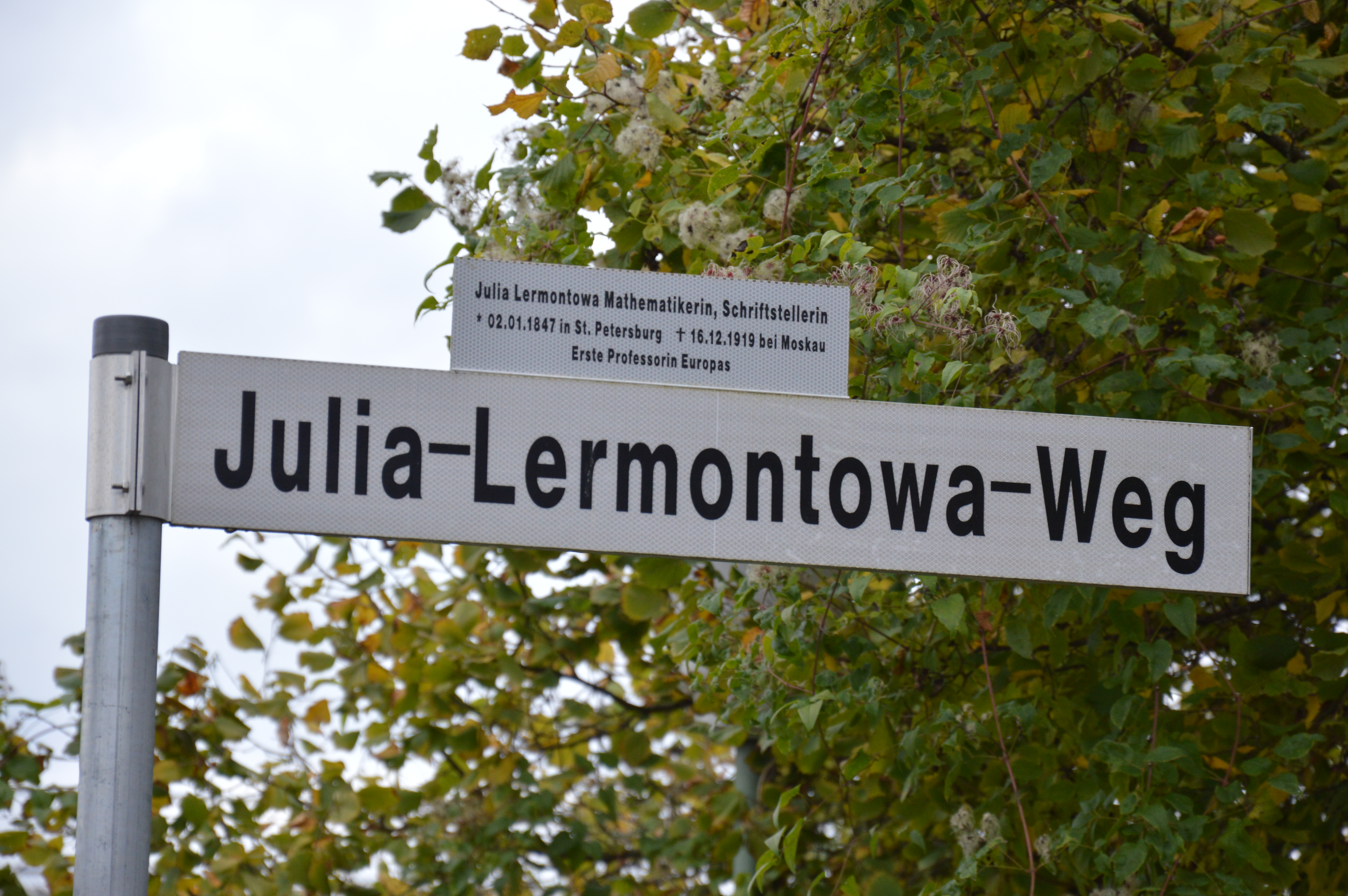
Un camí del campus de la Universitat de Göttingen duu el seu nom

El 1871 Kovalévskaia anà a estudiar amb Karl Weierstrass (1815-1897) a Berlín al Regne de Prússia, i Lérmontova la seguí i obtingué un lloc, com a estudiant particular, al laboratori d'August Wilhelm von Hofmann (1818-1892) a la Universitat de Berlín. Tot i que la majoria dels seus estudis es referien als derivats del quitrà de carbó, també va treballar en diverses sèries alifàtiques en els esforços continus per establir principis estructurals. Atès que ni la Universitat de Berlín ni la de Heidelberg acceptaven que una dona es doctoràs, Hofmann l'envià a la Universitat de Göttingen, província de Hannover, Regne de Prússia, més petita i més liberal, on fou admesa amb el requisit que fes un examen oral.

### Retorn a Rússia
El 1874, a vint-i-vuit anys, Lérmontova retornà a Rússia i fou molt ben rebuda per Mendeléiev i altres membres de l'Associació de Químics Russos. El 1876 emmalaltí de tifus, però se'n va guarir. Tornà a Moscou el 1877 quan morí del seu pare per fer-se càrrec dels assumptes familiars i per estar a prop de Sófia Kovalevskaia. Cap al 1886 va deixar de banda el seu treball químic i se centrà en projectes agrícoles de la seva finca fora de Moscou, a Semenkovo. Seguint mètodes moderns per millorar la fertilitat del sòl, augmentà considerablement els rendiments. També es dedicà a la producció de formatges amb tecnologia moderna. Durant la primavera del 1889 sofrí una doble pulmonia i la tardor visità la seva amiga Kovalévskaia a Estocolm a Suècia. Aquesta morí el 1891 i Lérmontova escriví les seves memòries. Visqué la Primera Guerra Mundial i les primeres fases de la Revolució Russa el següent. Va morir a setanta-tres anys el desembre de 1919 a causa d'una hemorràgia cerebral.

## Obra
Publicà el seu primer treball el 1872 on descriu el 4,4'-diaminoazobencè. Sota la direcció de von Hofmann, Lérmontova va realitzar la seva tesi doctoral en el qual va estudiar les propietats d'una una sèrie de derivats halogenats d'hidrocarburs alifàtics de cadena curta que havia preparat. El 24 d'octubre de 1874 defensà la tesi Zur Kenntnis der Methylenverbindugen amb la qual va obtenir una qualificació de cum magna laude, el tribunal era format per Friedrich Wöhler (1800-1882) i Hans Hübner (1837-1884).

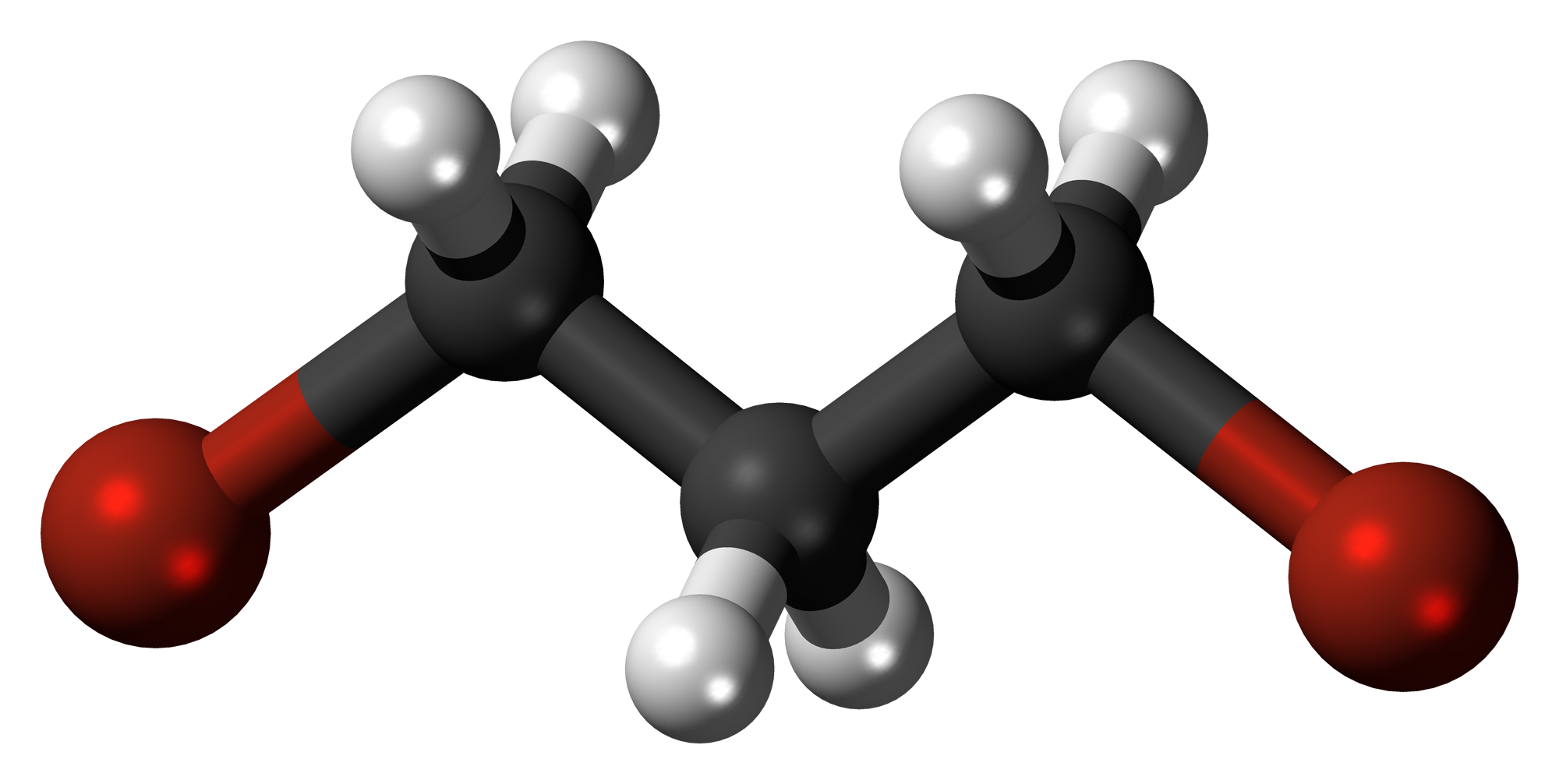
1,3-dibromopropà

Reacció de Bútlerov-Eltekov-Lérmontova de síntesi d'hidrocarburs

Durant un curt temps treballà al laboratori de Vladímir Markóvnikov (1838-1904) a Moscou, on preparà l'1,3-dibromopropà el 1876, que conduí a la síntesi d'àcid glutàric. El 1878 es traslladà a Sant Petersburg per treballar amb Aleksandr Bútlerov (1828-1886) i Mikhaïl D. L'vov (1848-1899). Bútlerov fou un dels principals artífexs de les modernes teories estructurals de la química orgànica i Lérmontova hi col·laborà amb l'estudi sobre alquens ramificats. Gran part del seu treball fou publicat amb el nom de Bútlerov (amb reconeixements), excepte la seva síntesi de 2,4,4-trimetil-2-pentè el 1879. El gener de 1878 en una conferència a la Societat Russa de Química, Aleksandr P. Eltekov (1846-1894), de la Universitat de Khàrkiv, va presentar els resultats preliminars sobre un nou mètode de síntesi d'hidrocarburs de fórmula general CnH2n. Bútlerov, que era present, observà que Lérmontova ja havia realitzat aquesta síntesi un any abans i actualment és coneguda com a reacció de Bútlerov-Eltekov-Lérmontova, la qual s'ha emprat a la indústria en la síntesi de combustibles per a motors.
Junts amb Markóvnikov a Moscou una altra vegada, Lérmontova va investigar la composició del petroli caucàsic. Probablement fou la primera dona que treballà en aquest camp de recerca aplicada. Investigà processos de fraccionament a alta temperatura i catalitzats per metalls, presentant els seus resultats a les reunions de la Secció de Moscou de la Societat Tècnica Russa de la qual n'era un membre actiu. El 1881 havia esdevingut la primera dona membre d'aquesta societat, elegida per recomanació de Mendeléiev.